# 상대로
상대로(Sangdae-ro)는 대한민국 경상북도 포항시 북구 죽도동에서 남구 상도동, 대도동을 거쳐 연결하는 도로이다.

## 노선 경로
- 삼거리 명칭 미상 - 새천년대로 (국도 제7호선)
- 삼거리 명칭 미상 - 희망대로659번길
- 사거리 명칭 미상 - 중흥로
- 사거리 명칭 미상 - 상도로
- 사거리 명칭 미상 - 상공로
- 사거리 명칭 미상 - 문예로, 상공로56번길